# Syritta snyderi
Syritta snyderi är en tvåvingeart som beskrevs av Tokuichi Shiraki 1963. Syritta snyderi ingår i släktet kompostblomflugor, och familjen blomflugor. Inga underarter finns listade i Catalogue of Life.